# Obernautalsperre

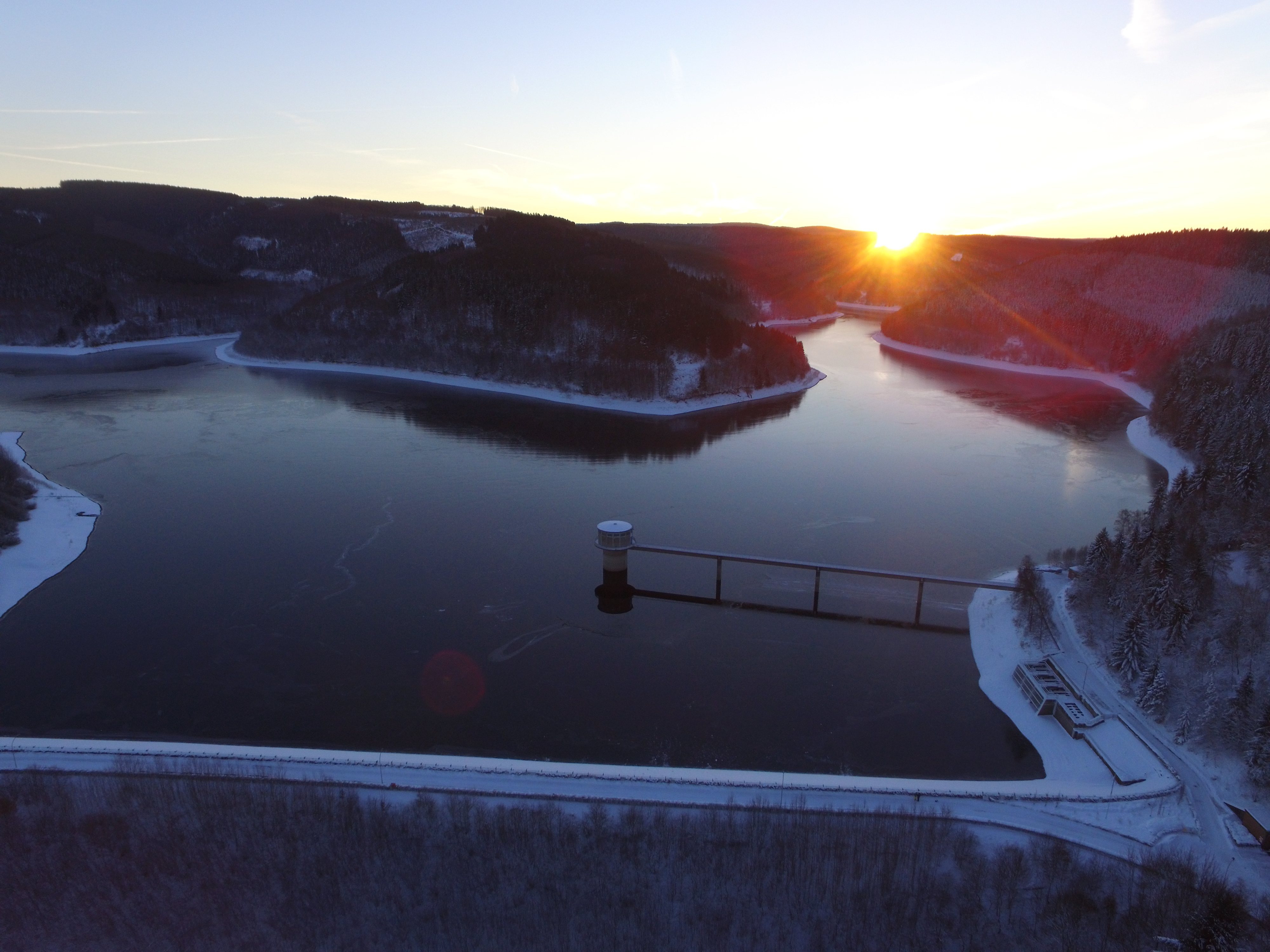

Die Obernautalsperre ist die größere der beiden Talsperren des Wasserverbandes Siegen-Wittgenstein. Die Trinkwassertalsperre liegt bei Netphen, nordöstlich von Siegen in Nordrhein-Westfalen und staut mit einem Staudamm zwei kleine Bäche, die kurz oberhalb am Rothaarkamm entspringen. Wie die kleinere Breitenbachtalsperre dient die Stauanlage neben der Trinkwasserspeicherung auch dem Hochwasserschutz.

## Geographische Lage
Die Talsperre liegt im Siegerland etwa 9 km (Luftlinie) nordöstlich von Siegen und etwa 2,8 km (Luftlinie) nordöstlich vom Stadtkern Netphens an der Südwestabdachung des Rothaargebirges im Naturraum Siegerländer Rothaar-Vorhöhen. Er erstreckt sich unmittelbar östlich von Brauersdorf, einem nordöstlichen Stadtteil von Netphen.
Überragt wird das Stillgewässer von den Bergen Alte Burg (632,9 m ü. NHN), Standort einer ehemaligen Fliehburg und Kultstätte aus der La-Tène-Zeit um 500 v. Chr., und Sanktkopf (606 m). Zudem befinden sich um die Obernautalsperre noch die Berge Leyberg I (512 m), Scharn (496,6 m), Schüffel (540,9 m), Leyberg II (498,9 m), Kemerling (477,4 m), Nollenkopf (479,1 m) und etwas von der Talsperre entfernt der Breiter Berg (629,2 m).
Die gestauten Fließgewässer sind die kleinen Bäche Obernau, die zwischen Alter Burg und Breitem Berg entspringt und wenige Kilometer unterhalb der Talsperre in die aus östlicher Richtung heranfließende Sieg mündet, und der nahe dem Forsthaus Hohenroth quellende und in die Obernau mündende Nauholzbach. An beiden Zuflüssen gibt es Vorsperren. Zudem münden noch einige kleinere Zuflüsse in den Stausee, zu denen unter anderem der Burbach zählt.

## Geschichte
Bereits 1931 wurde ein Gutachten erstellt, das den Bau von Talsperren zur Sicherung der Trinkwasserversorgung im Siegerland empfahl. Erst mehr als 20 Jahre danach, am 9. September 1953 wurde dann der Wasserverband gegründet. Im gleichen Jahr begann der Bau der Breitenbachtalsperre. Die Planungen für die Obernautalsperre begannen 1960, da die Trockenjahre 1957 und 1959 deutlich gemacht hatten, dass eine sichere Versorgung durch Trinkwasser nur großräumig zu erreichen war und die Breitenbachtalsperre dafür nicht ausreichte. Die Ortschaften Obernau und Nauholz mussten der Obernautalsperre ganz, die Ortschaft Brauersdorf teilweise weichen. Insgesamt 365 Menschen wurden umgesiedelt (die meisten von ihnen haben in der näheren Umgebung neue Häuser gebaut). Die Randwege um die Obernautalsperre wurden in den Jahren 1966/67 angelegt und die Betonbauwerke der Hauptsperre und Vorsperre Nauholz von 1967 bis 1969 errichtet.
1970 wurde mit dem Bau des Hauptdamms begonnen. Im Herbst 1971 war der Damm mit der Asphaltbeton-Außendichtung fertig. Die Inbetriebnahme erfolgte am 7. November 1972 im Beisein des seinerzeitigen nordrhein-westfälischen Landwirtschaftsministers Diether Deneke. Die Talsperre des Obernaustausees wurde nach Planungen von W. Ihssen und G. Salveter gebaut. 1979 wurde der Perspektivplan Wasserversorgung vorgelegt, der den Bedarf bis zum Jahre 2020 untersucht und belegt. Durch ihn wurde klar, dass neben der Breitenbachtalsperre auch die Obernautalsperre eine höhere Leistungsfähigkeit brauchte. 1984 wurden deshalb Beileitungsstollen in Betrieb genommen, die Wasser aus dem Einzugsgebiet der oberen Sieg zuführen.

## Betriebseinrichtungen und technische Daten

### Stausee
Der Stausee der Talsperre, dessen Wasseroberfläche bei höchstem Stauziel (369,7 m ü. NHN) 86 ha (0,86 km²) Fläche aufweist, hat rund 14,8 Mio. m³ Speicherraum und ein Einzugsgebiet von rund 11,3 km² Fläche. Zusätzlich ist über einen Beileitungsstollen, der von 1982 bis 1984 gebaut wurde, ein Einzugsgebiet von 10,2 km² angeschlossen; er leitet Wasser aus der oberen Sieg, dem Michelbach und dem Sindernbach durch den Nauholzbach in die Talsperre.

### Absperrbauwerk
Das Absperrbauwerk der Obernautalsperre wurde als Steinschüttdamm mit Asphaltbeton-Außendichtung
zwischen 1967 und 1972 errichtet. Das Dammbauwerk besitzt am wasserseitigen Dammfuß eine Herdmauer mit einem Kontrollgang. Die Dammkrone liegt 46 m über der Talsohle (373,5 m ü. NHN) und weist über eine Länge von 300 m eine Kronenbreite von 10 m auf. Das Bauvolumen des Damms beträgt 1.000.000 m³.

### Hochwasserentlastung und Entnahmeturm
An der linken Talseite liegt direkt vor dem Damm das Einlaufbauwerk zur Hochwasserentlastung, die in der Talflanke des Damms zum Tosbecken am Auslauf am Dammfuß führt. Drei Fischbauchklappen lassen eine Steuerung des Wasserstands im Stausee bei Hochwasserüberlauf zu.
Unter dem Damm führt eine Grundablassleitung zum Schieberhaus neben dem Tosbecken. An der begrünten Luftseite sind zwei Bermen für Unterhaltungsarbeiten angelegt.
Zur Rohwasserentnahme steht ein 70 m hoher Entnahmeturm am wasserseitigen Dammfuß, der in sechs unterschiedlichen Entnahmehöhen das Wasser abnehmen kann, damit stets die optimale Rohwasserqualität zum Wasserwerk geleitet wird.

### Beileitungen
Die Obernautalsperre wird neben dem Wasser aus Obernau, Nauholzbach und weiterer kleiner Zuflüsse auch mit dem Wasser aus Sieg, Sindernbach und Michelbach gespeist. Jenes wird durch einen Stollen dem Nauholzbach zugeleitet.
Der Siegstollen ist 2,9 Kilometer lang und weist ein Gefälle von 3 % auf. Seine maximale Durchflussmenge beträgt 6,7 m³/s.
Der Sindernbachstollen ist 800 Meter lang und weist (wie der Siegstollen) ein Gefälle von 3 % auf. Ihn durchfließen maximal 1,5 m³/s.
Der Sindernbachstollen vereinigt sich mit dem Siegstollen und ein Teil des Michelsbachwassers wird durch einen senkrechten Schacht dem Siegstollen zugeführt. Durch ein ausgeklügeltes System wird den drei Gewässern immer nur soviel Wasser entnommen, dass in ihren Unterläufen eine bestimmte Wassermenge (Wildbettabgabe) vorhanden bleibt und das ökologische Gleichgewicht bewahrt wird.

## Freizeitmöglichkeiten
Die Obernaustausee ist ein beliebtes Ausflugsziel. Um den Stausee herum führt ein etwa 9,6 km langer Rundweg zum Wandern, Radfahren (usw.). Auf dem Staudamm kann man auf einem 2003 angelegten Infoweg an fünf Stationen mit Schildern vieles über den Wasserverband Siegen-Wittgenstein, und die Obernautalsperre erfahren. Sonstige Freizeitmöglichkeiten am Stausee gibt es wegen seines Charakters als Trinkwassertalsperre nicht.

### CVJM-Silvesterlauf
Jährlich am 31. Dezember findet der CVJM-Silvesterlauf statt. Ausrichter ist der CVJM Siegerland. Neben einem 900-Meter-Kinderlauf findet ein 10-km-Lauf statt, der sowohl gelaufen als auch gewalkt werden kann.

## Bilder

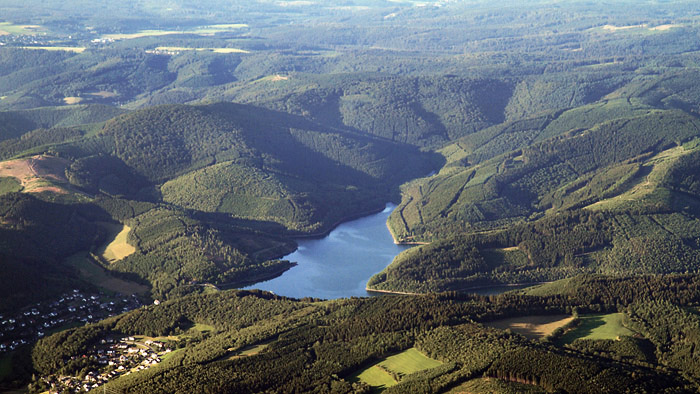
Luftbild der Obernautalsperre
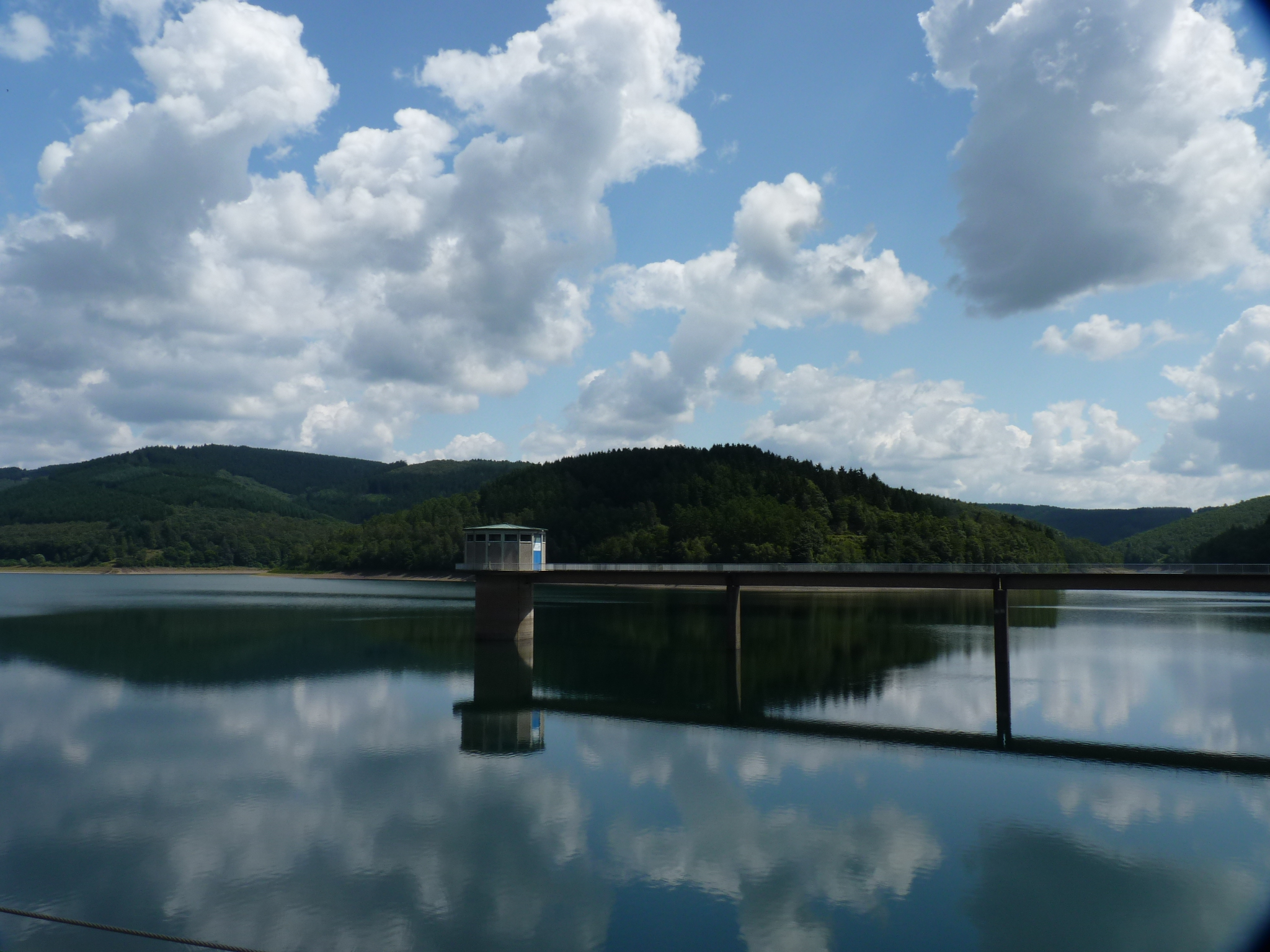
Obernautalsperre mit Entnahmeturm
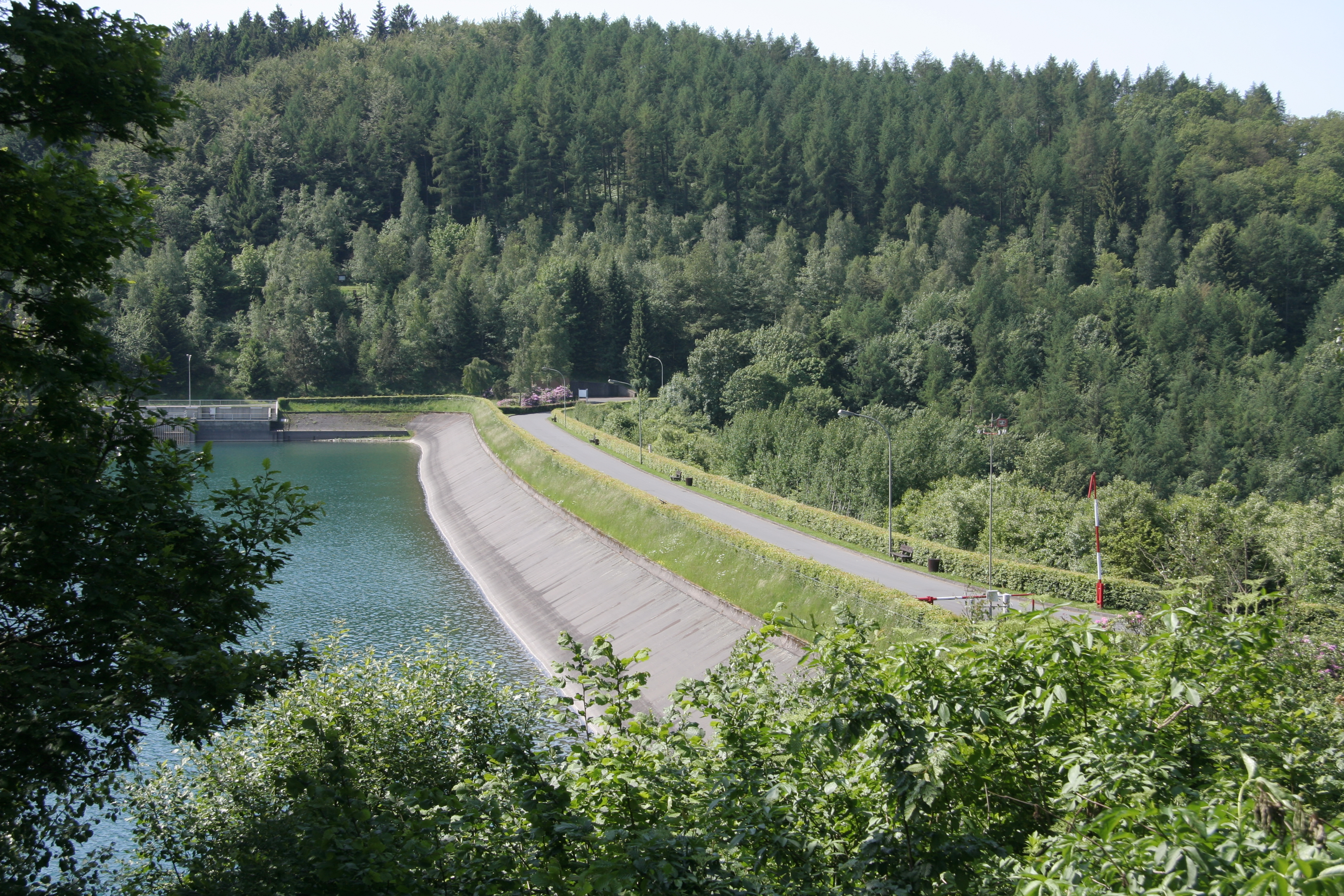
Damm der Obernautalsperre
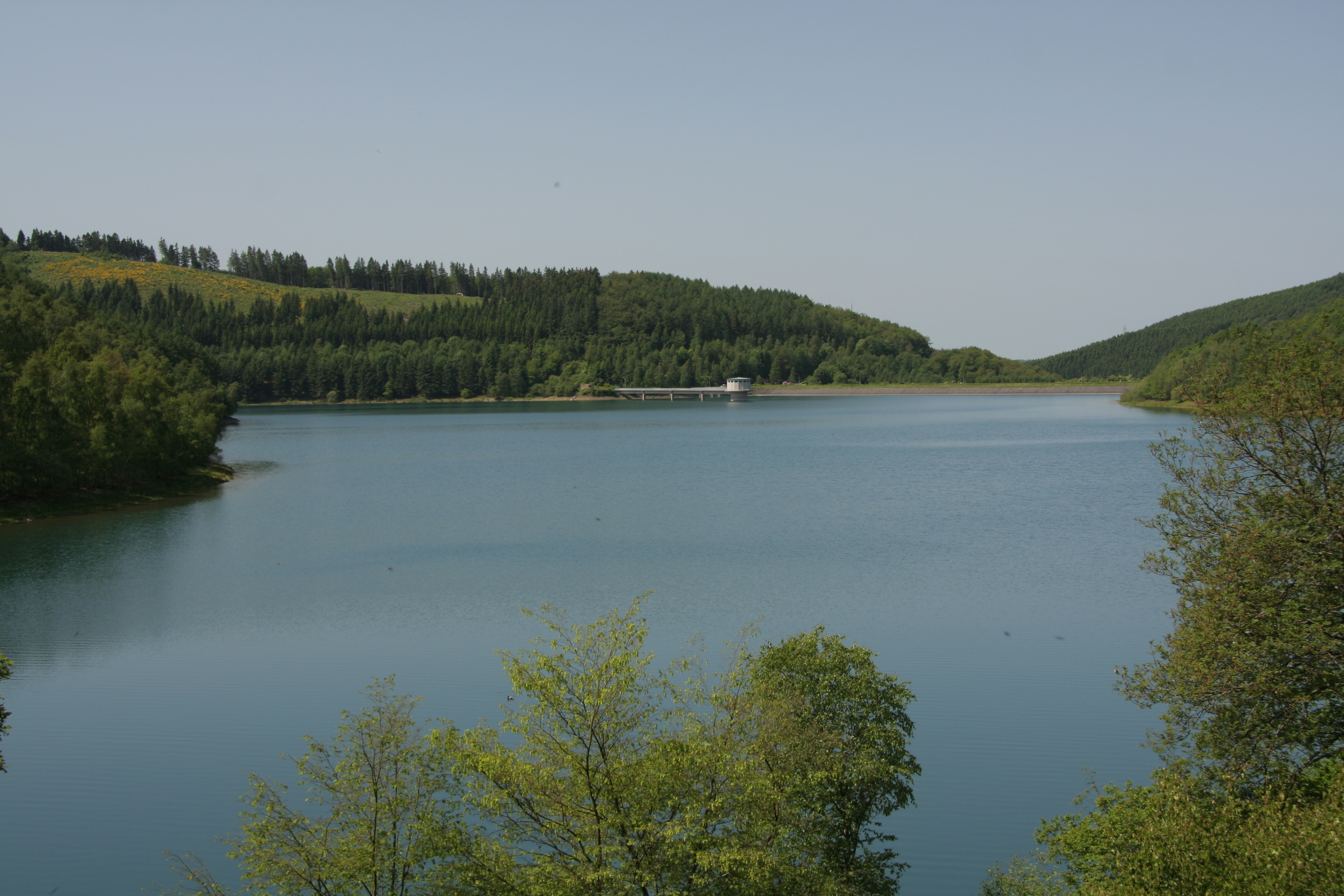
Blick über den Stausee
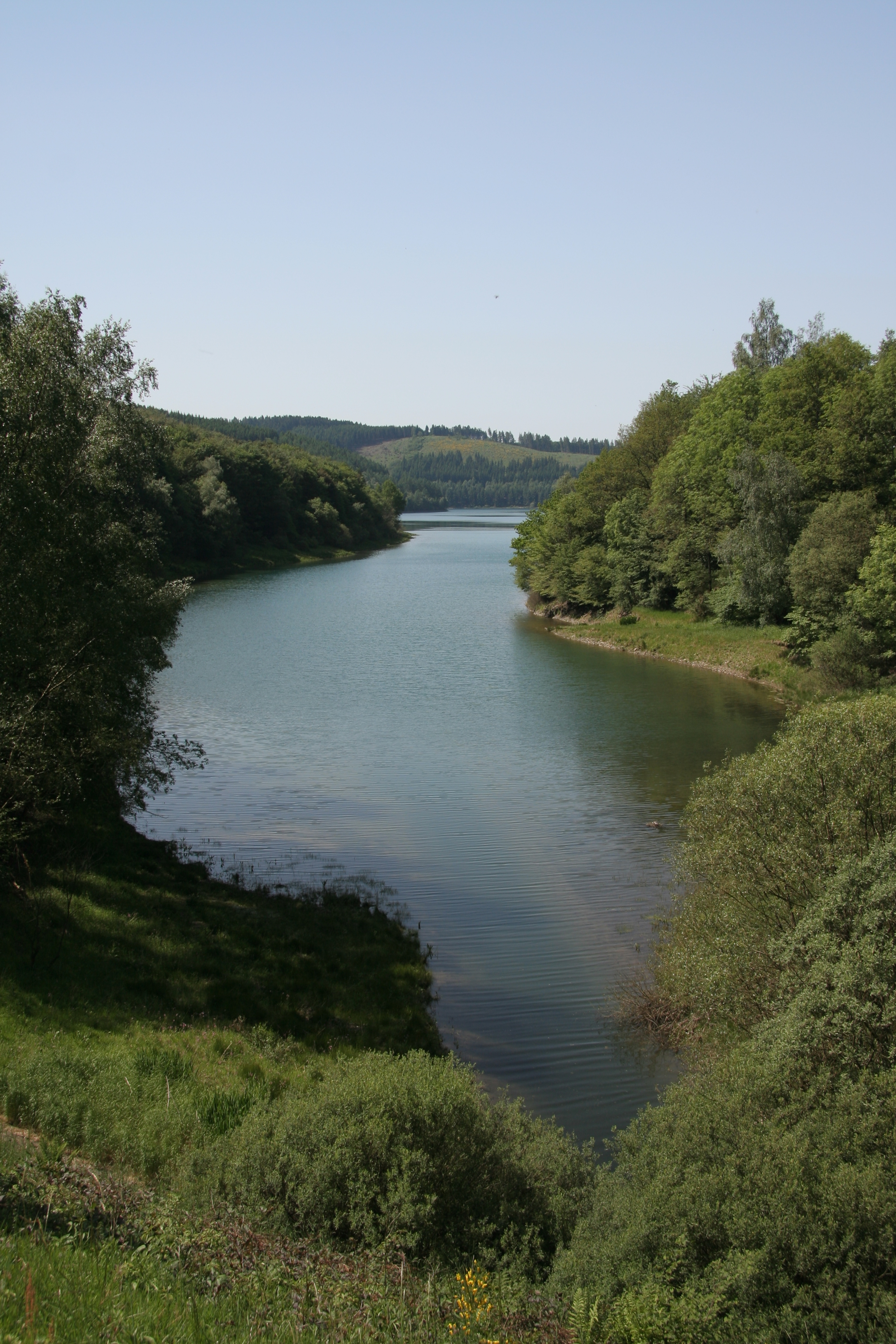
Zufluss zur Obernautalsperre
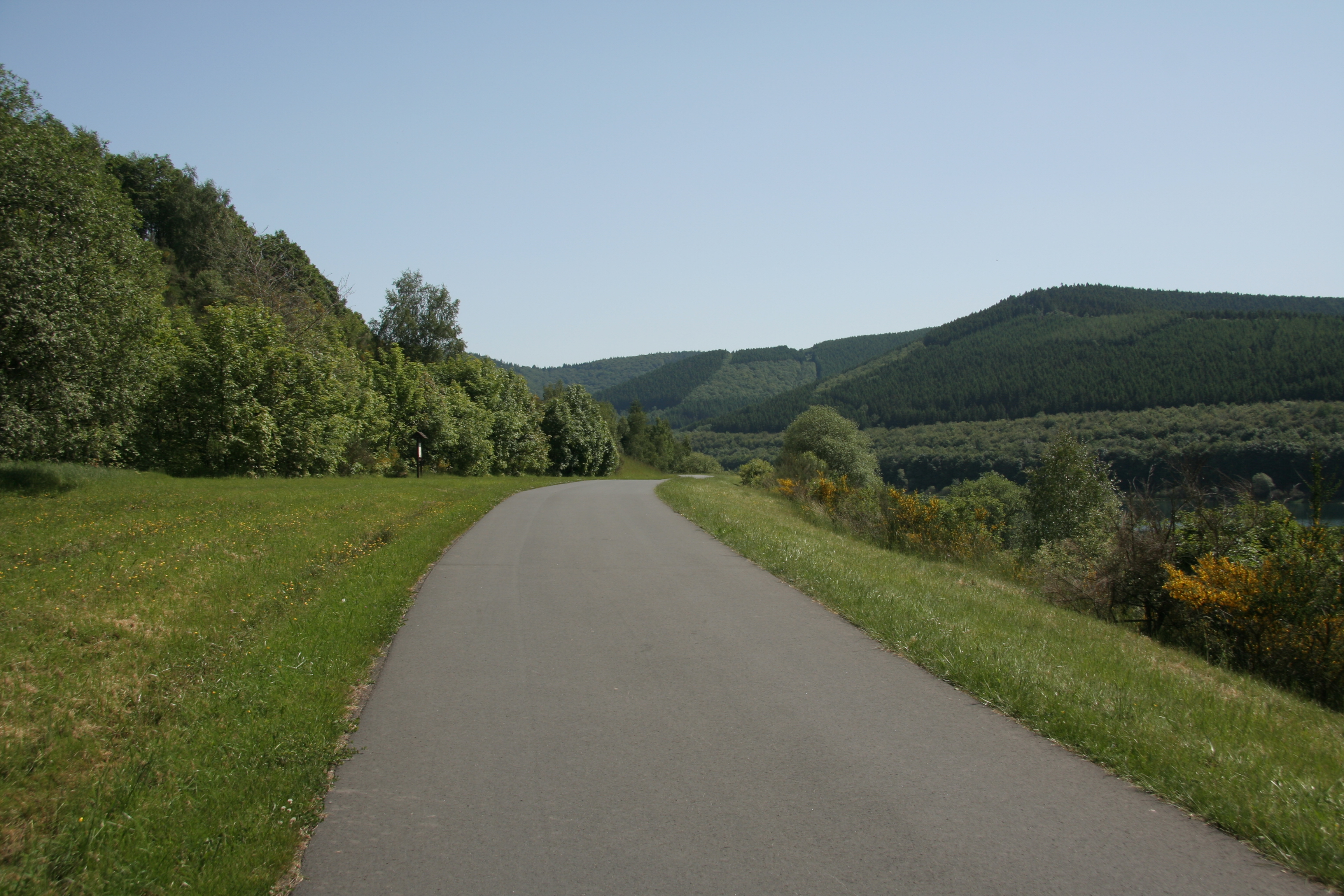
Wanderweg um den Stausee
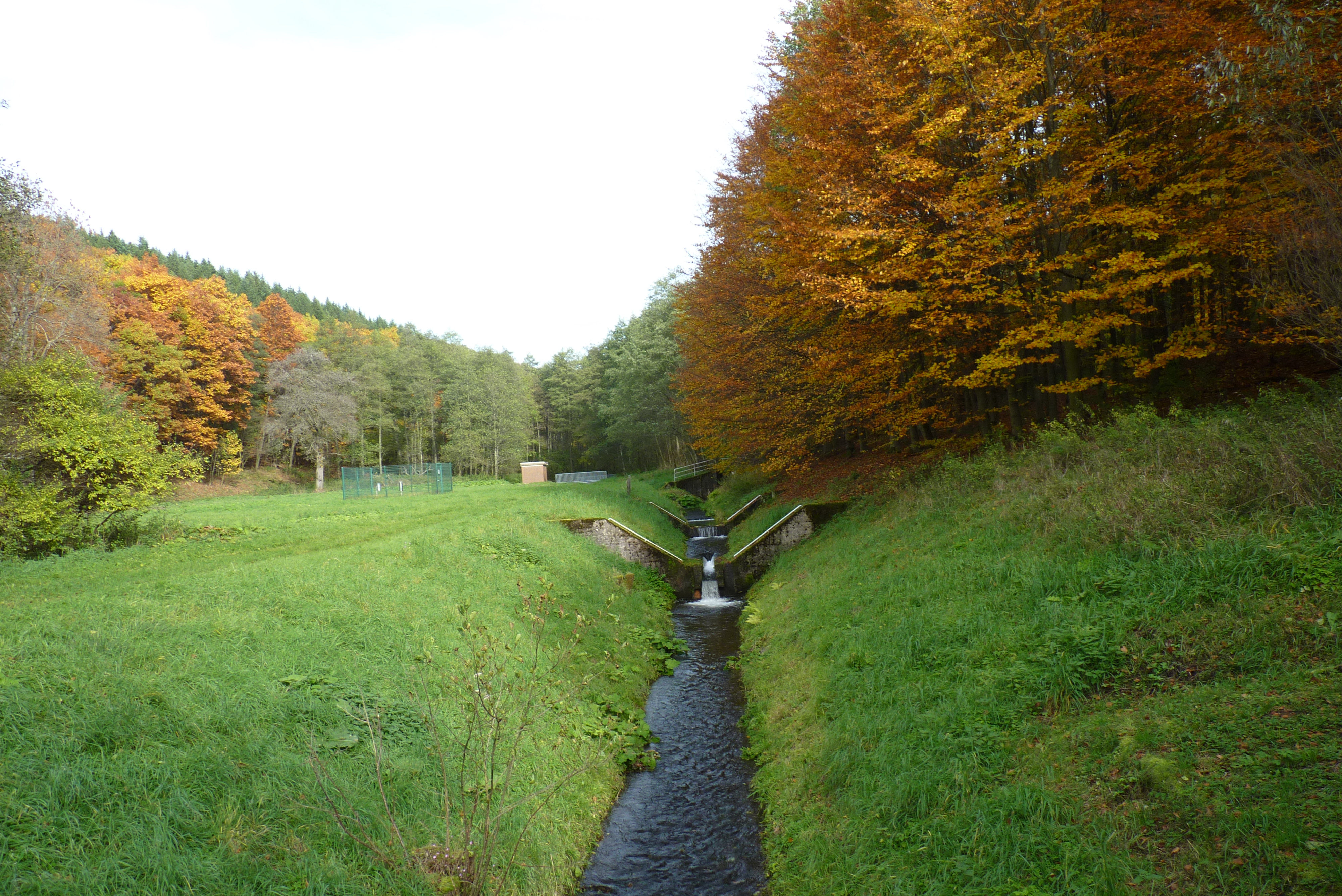
Zufluss Nauholzbach
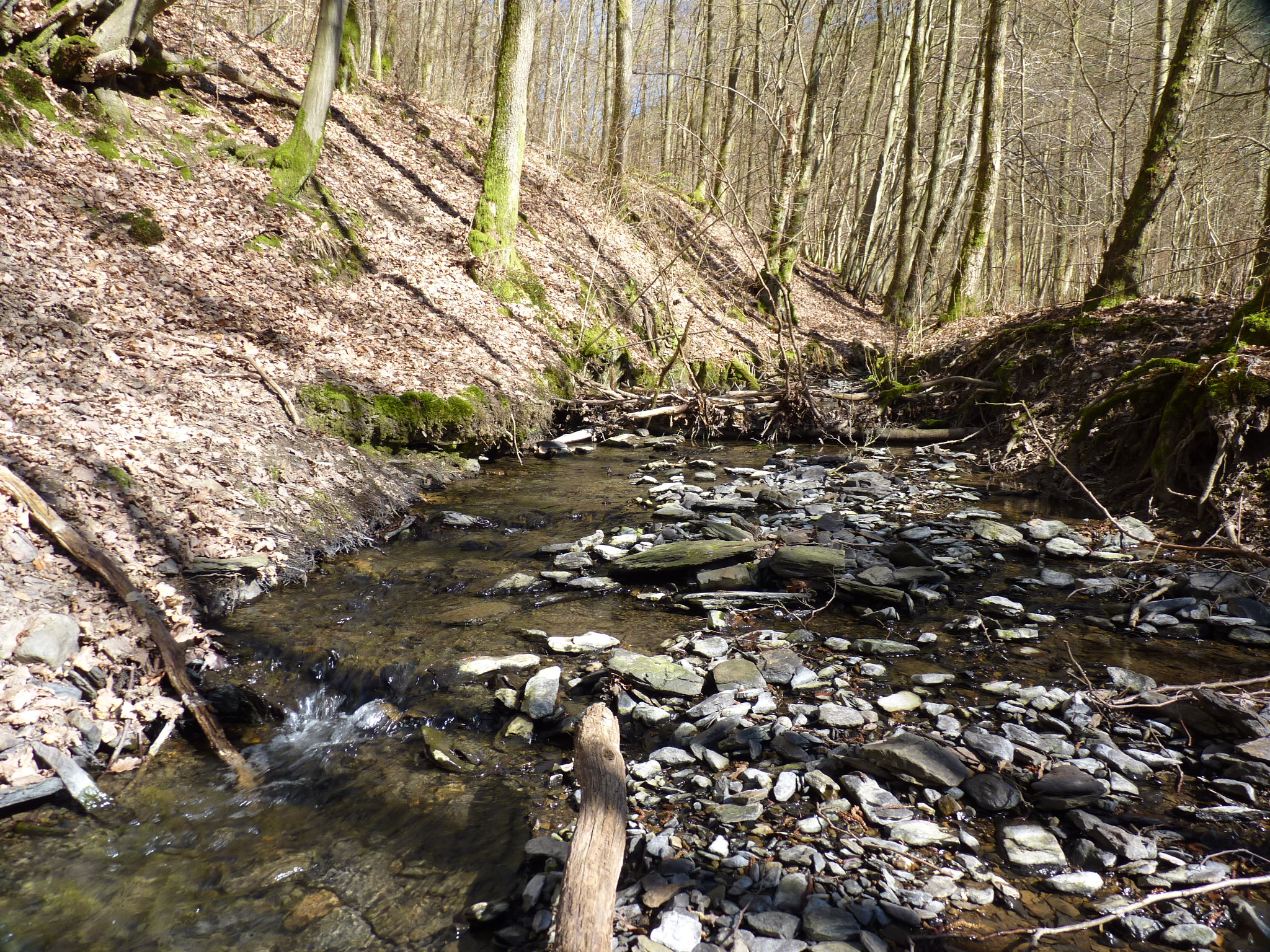
Zufluss Obernau